# لادیسلاو یورکمیک
لادیسلاو یورکمیک (چکی: Ladislav Jurkemik؛ زادهٔ ۲۰ ژوئیهٔ ۱۹۵۳) بازیکن سابق و مربی فوتبال اهل چکسلواکی است.
از باشگاه‌هایی که در آن بازی کرده‌است می‌توان به باشگاه فوتبال سنت گالن اشاره کرد.
وی همچنین در تیم‌های ملی فوتبال چکسلواکی و تیم المپیک چکسلواکی بازی کرده‌است.